# Paraphypia pallidifrons
Paraphypia pallidifrons är en insektsart som beskrevs av Williams 1977. Paraphypia pallidifrons ingår i släktet Paraphypia och familjen vedstritar. Inga underarter finns listade i Catalogue of Life.